# Pámelník
Pámelník (Symphoricarpos) je rod rostlin patřící do čeledě zimolezovité (Caprifoliaceae).

## Použití
Některé druhy tohoto rodu lze použít v ČR jako okrasné rostliny. Pámelník se používá ke skupinové výsadbě, a to maskovací, výplňové nebo jako podrost.

## Druhy
Rod se skládá z 53 druhů.
| - Symphoricarpos acutus - S. albus - S. alubs - S. austinae - S. chenaultii - S. ciliatus - S. conglomeratus - S. doorenbosii - S. elongatus - S. erythrocarpus - S. fragrans - S. glabratus - S. glancus - S. glaucescens - S. glaucus - S. glomeratus - S. guadalupensis - S. guatemalensis | - S. hesperius - S. heterophyllus - S. heyeri - S. imberbis - S. leucocarpa - S. leucocarpus - S. longiflorus - S. mexicanus - S. microphyllus - S. mollis - S. montanus - S. occidentalis - S. odoratus - S. orbiculatus - S. oreophilus - S. ovatus - S. palmeri - S. parishii | - S. parviflorus - S. parvifolius - S. pauciflorus - S. poluccensis - S. puniceus - S. racemosus - S. rivularis - S. rotundifolius - S. sinensis - S. spicatus - S. symphoricarpos - S. tetonensis - S. toluccensis - S. utahensis - S. vaccinioides - S. vulgaris - S. Hybriden |